# Pedro Alberto Cano Arenas
Pedro Alberto Cano Arenas (Bilbao, 18 de juny de 1969 - Novelda, 20 de juliol de 2002) va ser un futbolista basc, que ocupava la posició de migcampista.

## Trajectòria
Després de destacar al Santurtzi i al Palencia CF, a la campanya 91/92 recala al Reial Oviedo. Militaria durant cinc temporades en el club asturià, sent en totes elles suplent, si bé a la darrera, la 95/96, va disputar 33 partits, 21 des de l'inici.
L'estiu de 1996 marxa al Deportivo Alavés, de Segona Divisió. Milita dues temporades a l'equip basc, que culmina amb l'ascens a la màxima categoria. Però, el migcampista no continua i fitxa pel CD Toledo. És titular amb els manxecs, jugant 40 partits de la temporada 98/99. L'any següent, el Toledo perd la categoria i baixa a Segona B. Va romandre dues temporades amb el Toledo a la categoria de bronze.
El 12 de juliol de 2002 va ser presentat amb el Novelda CF. Tan sols una setmana després, va faltar en el transcurs d'un entrenament, a causa d'un edema cerebral.